# Липучка розлога
Липучка розлога (Lappula patula) — вид трав'янистих рослин родини шорстколисті (Boraginaceae), поширений у північно-західній Африці, Європі, помірній Азії.

## Опис
Однорічна рослина 10–35 см заввишки. Горішки подовжені або овально-кулясті, ≈ 3 мм заввишки, їхній диск ланцетний, велико-гостро-горбкуватий, без кіля посередині; шипики 2–2.5 мм завдовжки, більш ніж удвічі перевищують ширину диска. Стебла прямостійні, жорсткі, розгалужені в основі, з густими волосками.

## Поширення
Поширений у північно-західній Африці, південній Європі, західній, південно-західній і центральній Азії; натуралізований в Канаді, США, деяких країнах Європи.
В Україні вид зростає у кам'янистих, засмічених місцях, глинистих схилах — у Степу і півд. ч. Лісостепу, зазвичай; у Криму, часто; на Поліссі, дуже рідко (Київська обл., ок. м. Фастова; ок. Києва).